# أمل (فلم 2013)
أمل (بالكورية: 소원) هو فيلم كوري جنوبي من بطولة سول كيونغ غو، أوم جي وون ولي ري، فاز الفيلم بجائزة أفلام التنين الأزرق ال34.

## روابط خارجية
- مقالات تستعمل روابط فنية بلا صلة مع ويكي بيانات